# Nõmme (Kõrgessaare)
Nõmme – wieś w Estonii, w prowincji Hiuma, w gminie Kõrgessaare.
W 2012 roku wieś liczyła 5 mieszkańców, tak jak i w październiku 2010 – 12 i w grudniu 2009 – 13.